# لوئیس پینتو
لوئیس پینتو (انگلیسی: Luisinho؛ زادهٔ ۵ مهٔ ۱۹۸۵) بازیکن سابق فوتبال اهل پرتغال است که در پست دفاع چپ بازی می‌کرد.